# 飛ぶ劇場
飛ぶ劇場（とぶげきじょう）は、日本の劇団。

## 概要
- 1987年、北九州市の大学演劇メンバーを中心に結成。
- 現在は北九州芸術劇場を拠点としつつ、東京、関西、四国など各都市での公演も精力的に行っている。

## 公演記録
- vol.1「スラップスティック」(1987年)
- vol.2「ウォルターミティにさよなら」(1987年)
- vol.3「ガラパゴス・ガラパゴス」(1988年)
- vol.4「パンダ」(1989年)
- vol.5「冒険王」(1990年)
- vol.6「赤貧ブルース」(1991年)
- vol.7「ウォルターミティにさよなら」(1992年) ※再演
- vol.8「ガラパゴス・ガラパゴス」(1992年) ※再演
- vol.9「10000光年のまにまに」(1993年)
- vol.10「元祖 カラオケの天才の息子」(1994年)
- vol.11「UFT 未確認飛行舞台」(1995年)
- vol.12「ジ エンド オブ エイジア」(1995年)
- vol.13「機械が見れる夢が欲しい」(1996年)
- vol.14「生態系カズクン」(1997年)
- vol.15「冒険王98」(1998年)
- vol.16「生態系カズクン」(1998年) ※再演
- vol.17「IRON(アイアン)」(1999年)
- vol.18「生態系カズクン」(2000年) ※再演
- vol.19「ジ エンド オブ エイジア」(2000年) ※再演
- vol.20「ロケット発射せり。」(2001年)
- vol.21「機械が見れる夢が欲しい」(2001年)
- vol.22「ミモココロモ」(2002年)
- vol.23「生態系カズクン」「カズクン、旅に出る」(2003年～2004年) ※2本立て
- vol.24「Red Room Radio」(2004年～2005年)
- vol.25「IRON(アイアン)」(2005年～2006年) ※再演
- vol.26「正しい街」(2006年～2007年)
- vol.27「あーさんと動物の話」(2007年～2008年)
- vol.28「有限サーフライダー」(2008年～2009年)
- vol.29「睡稿、銀河鉄道の夜」(2009年～2010年、2012年)
- vol.30「彼女のすき間」(2009年)
- vol.31「蛙先生」(2010年)
- vol.32「工場Ｓ」(2011年)
- vol.33「機械が見れる夢が欲しい」(2012年予定) ※再演

## 劇団員
- 泊篤志 (現代表)
- 桑島寿彦
- 有門正太郎
- 内山ナオミ
- 寺田剛史
- 泊達夫
- 藤尾加代子
- 鵜飼秋子
- 木村健二
- 藤原達郎
- 葉山太司
- 大畑佳子
- 米倉沙衣子
- 中川裕可里
- 脇内圭介
- 野坂卓弥
- 阿比留丈智
- 宇都宮誠弥

## 受賞歴
- 1997年
  - 「生態系カズクン」第3回日本劇作家協会新人戯曲賞(泊篤志)
- 2000年
  - 「IRON」第44回岸田國士戯曲賞最終候補作